# Abdül Hamid I
Abdül Hamid I, detto il Riformista (in turco ottomano: عبد الحميد اول ʿAbdül-Ḥamīd-i evvel; Istanbul, 20 marzo 1725 – Istanbul, 7 aprile 1789), è stato il ventisettesimo sultano dell'Impero ottomano.
Figlio di Ahmed III (1703–1730), succedette a suo fratello Mustafa III (1757–1774) il 21 gennaio 1774.

## Biografia

### Prima del trono
Abdül Hamid fu imprigionato per gran parte dei primi quarantatré anni della sua vita dai suoi cugini Mahmud I e Osman III e dal suo fratello maggiore Mustafa III. Inizialmente ricevette l'educazione da sua madre Rabia Şermi Kadin, dalla quale apprese la storia e imparò la calligrafia.

### Il regno

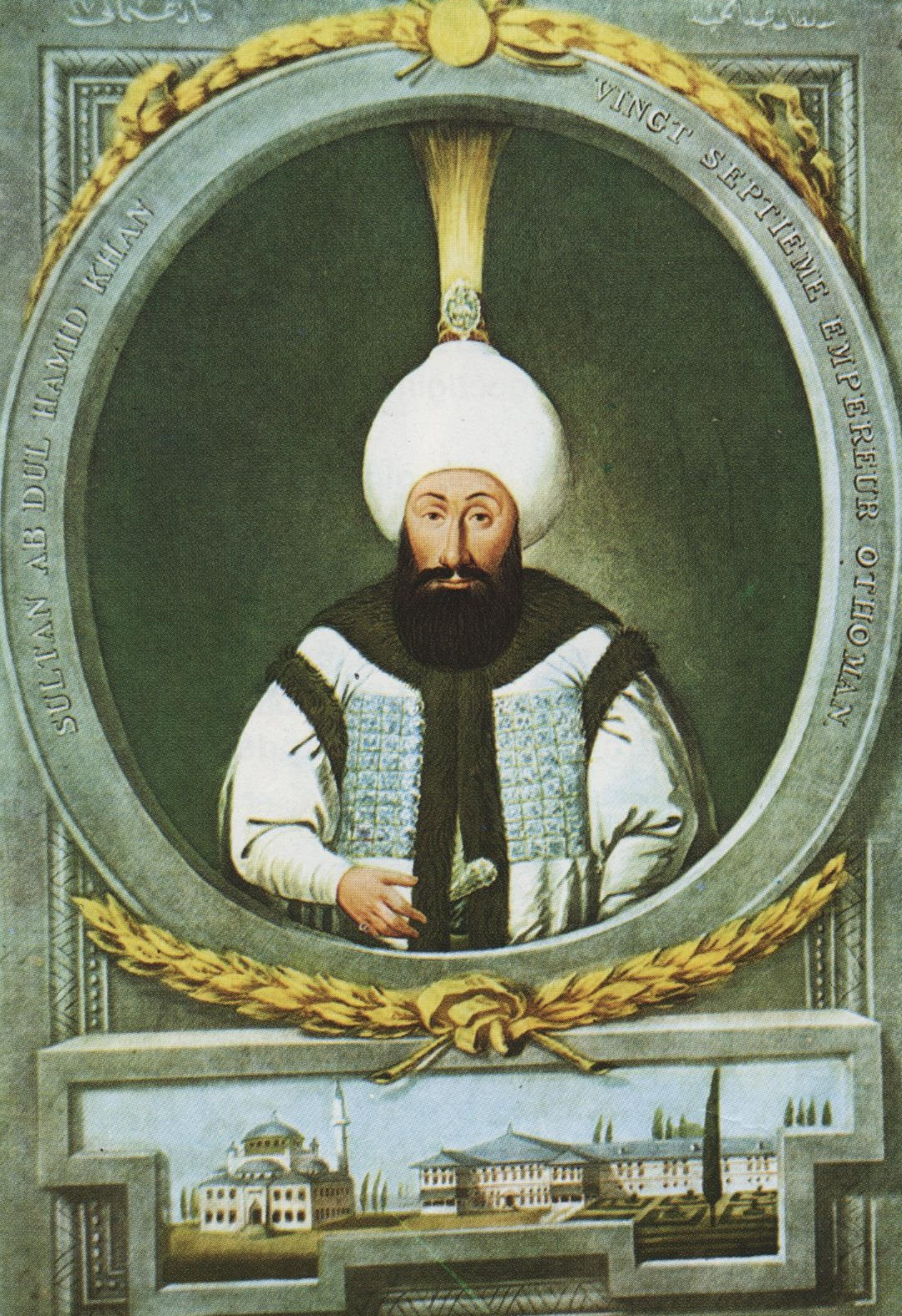
Abdul Hamid I

Il fratello predecessore gli lasciò in eredità anche il compito di concludere la guerra russo-turca iniziata nel 1768, che stava evolvendo verso la disfatta dell'Impero ottomano. Egli concluse le ostilità con la pace di Küçük Kaynarca, in base alla quale il Khanato di Crimea perse il suo stato di signoria vassalla dell'Impero ottomano e divenne formalmente uno Stato indipendente, ma di fatto entrò nell'orbita di influenza della Russia, alla quale fu presto annesso.
La Russia ricevette inoltre un indennizzo di guerra di 4 milioni di rubli e due importanti porti strategici sul Mar Nero. Quattro anni dopo, appreso che Russia e Austria intendevano allearsi per eliminare l'Impero ottomano dalle potenze di allora, decise, sotto la pressione di potenti gruppi d'opinione interni, di dichiarare guerra alla Russia, dando così inizio ad una nuova guerra russo-turca.
Il motivo scatenante di tale decisione fu l'occupazione, da parte delle truppe russe dell'allora conte Grigorij Aleksandrovič Potëmkin, del Khanato di Crimea, con il pretesto di dirimere le controversie per il potere nella famiglia del Khan, che li avrebbe chiamati in suo soccorso offrendo loro la Crimea stessa. L'Impero ottomano, stremato dalle precedenti guerre e piuttosto malconcio come organizzazione sia burocratica che militare, non ebbe fortuna nello svolgimento della guerra e le sue truppe furono più volte sconfitte dal generale russo Suvorov.
Nel febbraio 1788 entrò poi in guerra a fianco della Russia anche l'Austria, mentre la Svezia di Gustavo III, cedendo alle pressioni dell'Inghilterra e della Prussia, si schierava a fianco dell'Impero ottomano, senza peraltro che il suo contributo fosse determinante, dato l'intervento bellico della Danimarca contro la Svezia che determinò la pronta uscita di quest'ultima dal conflitto. Abdül Hamid I non ne vide la fine, poiché morì quando la guerra era ancora in corso e toccò al suo successore Selim III chiudere la partita il 9 gennaio 1792 con il trattato di Iassy.

## Famiglia
Abdülhamid I è famoso per aver avuto concubine anche durante il periodo di confinamento nel Kafes, violando quindi le regole dell'harem. Da queste relazioni venne concepita almeno una figlia, fatta nascere di nascosto e cresciuta fuori dal Palazzo fino all'intronizzazione di Abdülhamid, quando venne accolta a corte in qualità di "figlia adottiva" del sultano.

### Consorti
Abdül Hamid I aveva almeno quattordici consorti:
- Ayşe Kadın. BaşKadin (prima consorte) fino alla sua morte nel 1775. Venne sepolta nella Yeni Cami.
- Hace Hatice Ruhşah Kadın. BaşKadin dopo la morte di Ayşe e consorte più amata, sentimento che sembra lei ricambiasse. Fu sua concubina già prima che diventasse sultano. Sono state conservate cinque lettere d'amore incredibilmente intense che il sultano le scrisse in quel periodo, in cui, chiamandola "Efendim" (mia signora) o "mia Ruhşah" e chiamando se stesso "Hamid" la supplica di venirlo a trovare. Fu madre di almeno un figlio. Dopo la morte di Abdülhamid compì per procura il pellegrinaggio a La Mecca, che le valse il nome "Hace". Morì nel 1808 e venne sepolta nel mausoleo Abdul Hamid I.
- Binnaz Kadın (1743 - maggio/giugno 1823), anche nota come Beynaz Kadın. In precedenza consorte del predecessore di Abdulhamid, Mustafa III. Senza figli, dopo la morte di Abdülhamid sposò Çayırzade İbrahim Ağa. Fu sepolta nel giardino del Mausoleo Hamidiye.
- Nevres Kadın. Prima di diventare una consorte era tesoriera dell'harem. Morì nel 1797.
- Ayşe Sineperver Kadın. Madre di almeno due figli, fra cui Mustafa IV, e due figlie. Fu Valide Sultan per meno di un anno prima della deposizione del figlio, e passò il resto della sua vita nel palazzo di sua figlia. Morì l'11 dicembre 1828.
- Mehtabe Kadın. Inizialmente una Kalfa (serva) dell'harem, divenne consorte grazie al favore del kızları agasi Beşir Ağa. Morì nel 1807.
- Muteber Kadın. Chiamata anche Mutebere Kadin. Madre di almeno un figlio. Il suo sigillo personale recitava: “Devletlü beşinci Muteber Kadın Hazretleri”. Morì il 16 maggio 1837 e venne sepolta nel mausoleo Abdülhamid I.
- Fatma Şebsefa Kadın. Chiamata anche Şebisefa, Şebsafa o Şebisafa Kadin. Madre di almeno un figlio e tre figlie. Possedeva delle fattorie a Salonicco, che lasciò a sua figlia quando morì nel 1805. Fu sepolta vicino alla moschea Zeyrek.
- Nakşidil Kadın. Di origini georgiane o circasse, divenne famosa per la leggenda, sfatata, che fosse in realtà la scomparsa Aimée du Buc de Rivéry, lontana cugina dell'Imperatrice Giuseppina Bonaparte. Madre di due figli e una figlia, fra cui Mahmud II. Morì il 22 agosto 1817 e fu sepolta nel suo mausoleo all'interno della Moschea Fatih.
- Hümaşah Kadın. Madre di almeno un figlio, costruì una fontana vicino a Dolmabahçe e un'altra a Emirgan. Morì nel 1778 e venne sepolta nella Yeni Cami.
- Dilpezir Kadın. Morì nel 1809 e fu sepolta nel giardino del Mausoleo Hamidiye.
- Mislinayab Kadın. Fu sepolta nel mausoleo Nakşıdil Valide Sultan.
- Mihriban Kadın. Erroneamente identificata da Oztüna come la madre di Esma Sultan, morì nel 1812 e fu sepolta a Edirne.
- Nükhetseza Hanım. BaşIkbal, fu la consorte più giovane. Morì nel 1851.

### Figli
Abdülhamid I aveva almeno undici figli:
- Şehzade Abdüllah (1 gennaio 1776 - 1 gennaio 1776). Nato morto, venne sepolto nella Yeni Cami.
- Şehzade Mehmed (22 agosto 1776 - 20 febbraio 1781) - con Hümaşah Kadın. Morto di vaiolo, venne sepolto nel mausoleo Hamidiye.
- Şehzade Ahmed (8 dicembre 1776 - 18 novembre 1778) - con Ayşe Sineperver Kadın. Sepolto nel mausoleo Hamidiye.
- Şehzade Abdürrahman (8 settembre 1777 - 8 settembre 1777). Nato morto, venne sepolto nella Yeni Cami.
- Şehzade Süleyman (13 marzo 1778 - 19 gennaio 1786) - con Muteber Kadın. Morto di vaiolo, venne sepolto nel mausoleo Hamidiye.
- Şehzade Ahmed (1779 - 1780). Venne sepolto nella Yeni Cami.
- Şehzade Abdülaziz (19 giugno 1779 - 19 giugno 1779) - con Ruhşah Kadin. Nato morto, venne sepolto nella Yeni Cami.
- Mustafa IV (8 settembre 1779 - 16 novembre 1808) - con Ayşe Sineperver Kadın. 29º Sultano dell'Impero ottomano, venne giustiziato dopo meno di un anno.
- Şehzade Mehmed Nusret (20 settembre 1782 - 23 ottobre 1785) - con Şebsefa Kadın. Sua madre costruì una moschea in suo onore. Venne sepolto nel mausoleo Hamidiye.
- Şehzade Seyfullah Murad (22 ottobre 1783 - 21 gennaio 1785) - con Nakşidil Kadin. Venne sepolto nel mausoleo Hamidiye.
- Mahmud II (20 luglio 1785 - 1 luglio 1839) - con Nakşidil Kadin. 30º Sultano dell'Impero ottomano.

### Figlie
Abdülhamid I aveva almeno sedici figlie:
- Ayşe Athermelik Dürrüşehvar Hanım (c.1767 - 11 maggio 1826). Chiamata anche Athermelek. Venne concepita mentre suo padre era ancora Şehzade e confinato nel Kafes, violando quindi le regole dell'harem. Sua madre venne fatta uscire di nascosto dal palazzo e la sua nascita tenuta segreta per evitare che venisse fatta abortire o fatte uccidere entrambe. Quando Abdülhamid, che la adorava, salì al trono la fece rientrare a corte con lo status di "figlia adottiva", il che le dava il rango di principessa imperiale, ma non le poté concedere il titolo di "sultana", quindi non venne mai parificata pienamente alle sorellastre. Si sposò una volta ed ebbe due figlie.
- Hatice Sultan (12 gennaio 1776 - 8 novembre 1776). Prima figlia nata dopo la salita al trono del padre, la sua nascita venne festeggiata per dieci giorni e dieci notti. Venne sepolta nella Yeni Cami.
- Ayşe Sultan (30 luglio 1777 - 9 settembre 1777). Venne sepolta nella Yeni Cami.
- Esma Sultan (17 luglio 1778 - 4 giugno 1848) - con Ayşe Sineperver Kadın. Soprannominata Küçük Esma (Esma la minore) per distinguerla da sua zia, Esma la maggiore. Legata al fratello Mustafa IV, tentò di rimetterlo sul trono con l'aiuto della loro sorellastra Hibetullah Sultan, ma alla fine divenne la sorella favorita del nuovo sultano, il suo fratellastro Mahmud II, che le diede una libertà mai concessa prima a una principessa. Si sposò una volta ma non ebbe figli. Tuttavia, adottò la futura Rahime Perestu Kadın e una bambina di nome Nazif Hanim.
- Melekşah Sultan (19 febbraio 1779 - 1780).
- Rabia Sultan (20 marzo 1780 - 28 giugno 1780). Venne sepolta nel mausoleo Hamidiye.
- Aynışah Sultan (9 luglio 1780 - 28 luglio 1780). Venne sepolta nel mausoleo Hamidiye.
- Melekşah Sultan (28 gennaio 1781 - 24 dicembre 1781). Venne sepolta nel mausoleo Hamidiye.
- Rabia Sultan (10 agosto 1781 - 3 ottobre 1782). Venne sepolta nel mausoleo Hamidiye.
- Fatma Sultan (12 dicembre 1782 - 11 gennaio 1786) - con Ayşe Sineperver Kadın . Morta di vaiolo, venne sepolta nel mausoleo Hamidiye. Alla sua memoria venne dedicata una fontana.
- Hatice Sultan (6 ottobre 1784 - 1784).
- Alemşah Sultan (11 ottobre 1784 - 10 marzo 1786) - con Şebsefa Kadın. La sua nascita fu festeggiata per tre giorni. Venne sepolta nel mausoleo Hamidiye.
- Saliha Sultan (27 novembre 1786 - 10 aprile 1788) - con Nakşidil Kadin. Venne sepolta nel mausoleo Hamidiye.
- Emine Sultan (4 febbraio 1788 - 9 marzo 1791) - con Şebsefa Kadın. Suo padre sperava fortemente che vivesse e la ricoprì di doni, fra cui le proprietà di sua zia Esma Sultan e una corte di intrattenitori ceceni. Morì di vaiolo e venne sepolta nel mausoleo Hamidiye.
- Zekiye Sultan (? - 20 marzo 1788). Morì bambina.
- Hibetullah Sultan (16 marzo 1789 - 19 settembre 1841) - con Şebsefa Kadın. Si sposò una volta ma non ebbe figli. Collaborò con la sua sorellastra Esma Sultan per rimettere sul trono Mustafa IV, fratello di Esma e fratellastro di Hibetullah, ma venne scoperta da Mahmud II, nuovo sultano e anch'esso suo fratellastro, e posta agli arresti domiciliari per tutta la vita, impossibilitata a comunicare con chiunque.

## Architettura
Abdul Hamid ha lasciato molte opere architettoniche, principalmente a Istanbul. Il più importante di questi è nell'attuale distretto di Sirkeci, il Waqf costruito nel 1777, in prossimità del quale fece erigere anche una fontana, una scuola elementare, una madrasa ed una biblioteca. I libri della biblioteca sono oggi conservati nella Biblioteca Süleymaniye e la madrasa è usata come edificio della borsa. Durante la costruzione del Waqf, la fontana fu rimossa dalla costruzione e fu trasferita all'angolo della Moschea di Zeynep Sultan di fronte al Parco di Gülhane.
Oltre a questi lavori, nel 1778, costruì una moschea sulla spiaggia di Beylerbeyi in onore di sua madre Rabia Şermi Kadın, e costruì fontane in piazza Çamlıca Kısıklı, in piazza İskele, a Çınarönü e a Havuzbaşı. Inoltre, nel 1783 fece ristrutturare la Moschea di Beylerbeyi.